# Hentai

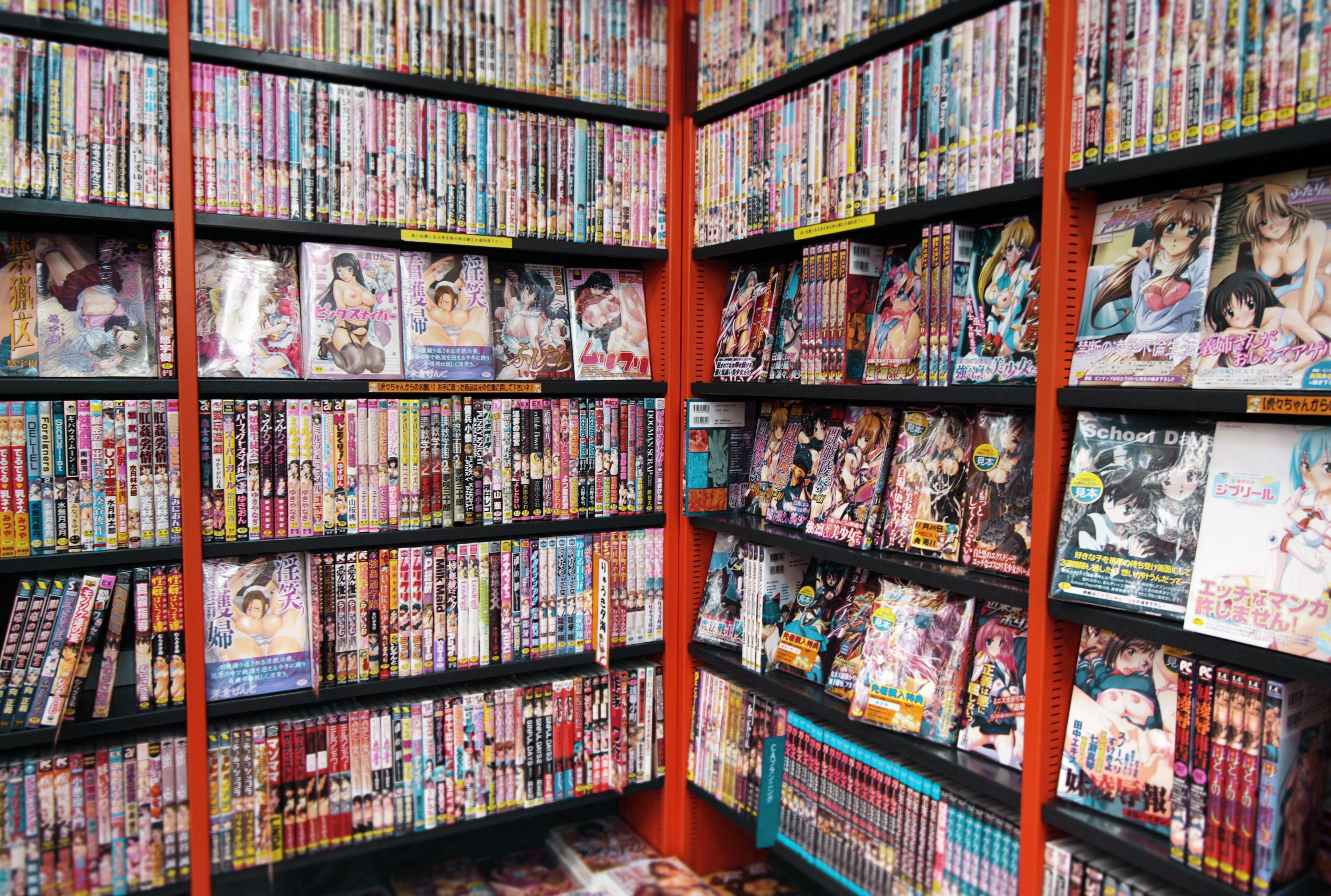
Mangi pornograficzne w japońskiej księgarni

Hentai (jap. 変態 metamorfoza, przemiana; nienormalność; dewiant, zboczeniec) – nazwa jednego z gatunków anime i mangi o tematyce pornograficznej. W samej Japonii słowo ma negatywne zabarwienie emocjonalne. Oznacza perwersyjną osobę, działanie lub stan i nie jest stosowane do określania gatunku anime lub mangi. Japończycy zamiast tego określenia stosują seijin manga (jap. 成人漫画 dosł. „manga dla dorosłych”), jū hachi kin (jap. １８禁 dosł. „zabronione poniżej 18”) bądź dodają prefiks ero- (jap. エロ; eroge, eroanime, eromanga).

## Charakterystyka

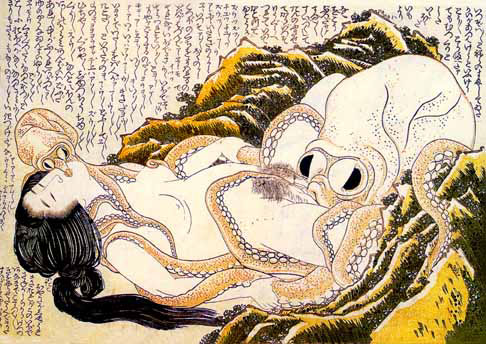
Sen żony rybaka typ shunga wykonany ok. 1820 przez Hokusai Katsushikę

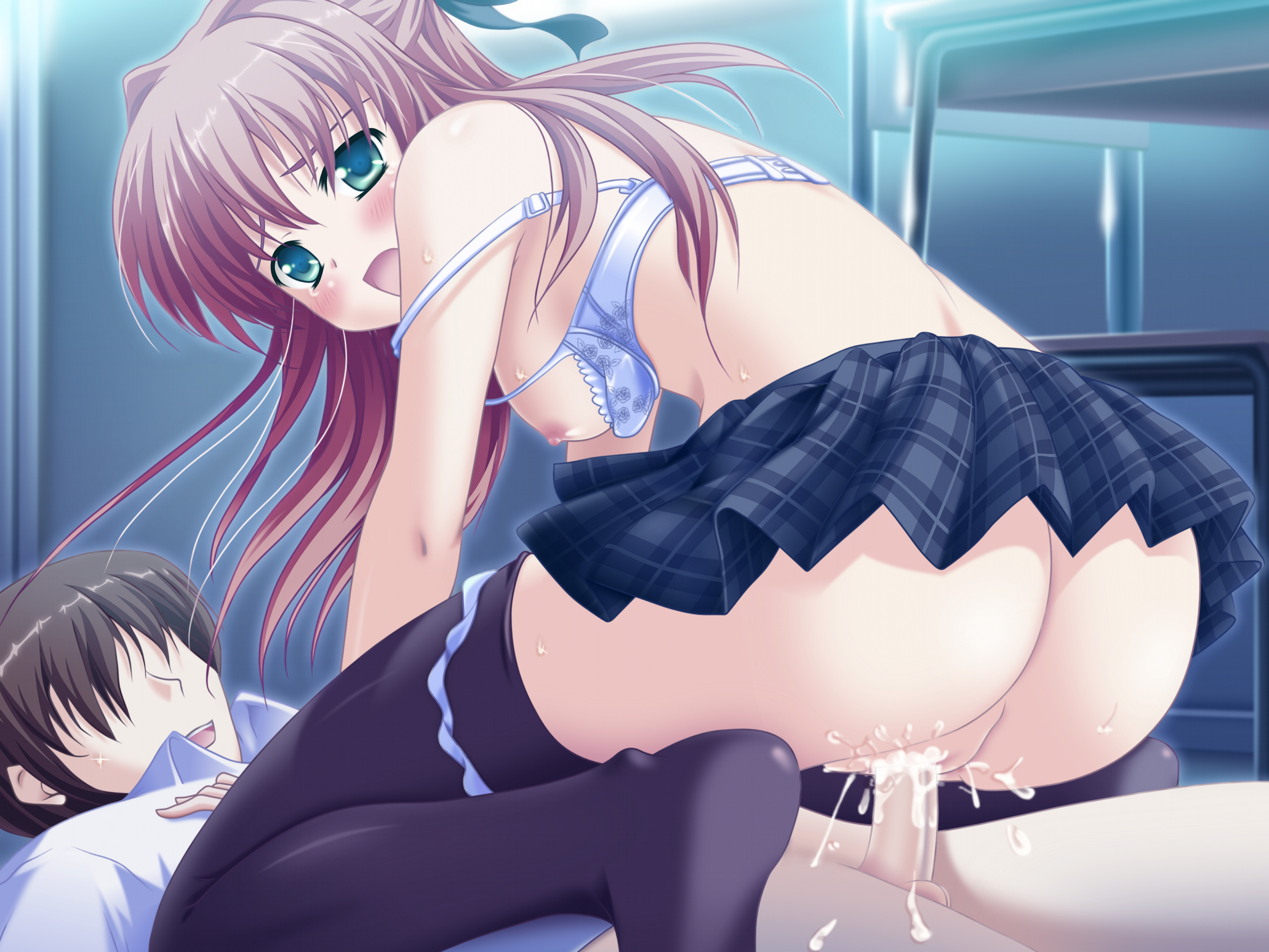
Ilustracja hentai charakterystyczna dla eroge

Na hentai składa się różnoraka twórczość: od nieskomplikowanego fabularnie przekazu o czystym charakterze erotycznym, po bardziej rozbudowane formy ze złożoną fabułą i głębszym przekazem. Gatunkiem pokrewnym hentai jest ecchi. Różnica między tymi gatunkami polega na tym, że hentai pokazuje stosunki seksualne i narządy płciowe, czego nie ma w ecchi. Czasami zdarzają się problemy z określeniem, do którego gatunku można zaliczyć dane anime (np. Futari ecchi, Oruchuban Ebichu). W języku polskim można spotkać się z zamiennym używaniem tych słów.
W przeciwieństwie do wielu aktorskich filmów pornograficznych, hentai prawie nigdy nie jest całkiem pozbawiony fabuły. Elementy zdecydowanie erotyczne czy pornograficzne występują nierzadko w całkiem ambitnych produkcjach o cechach charakterystycznych dla innych gatunków, np. fantasy, science-fiction czy sensacji (Mezzo Forte, Kite). Elementem jak dotąd unikalnym dla produkcji hentai, zazwyczaj horrorów, jest występowanie potworów obdarzonych mackami, co klasyfikuje produkcje do podgatunku tentacle (ang. macki).
Prace hentai skierowane do mężczyzn charakteryzują się skoncentrowaniem na ekspresyjnych wyrazach twarzy kobiecych postaci, co kontrastuje z przedstawieniem postaci męskich, których twarz może być zupełnie pominięta.
Hentai ma pokaźną grupę odbiorców, także poza granicami Japonii. Z myślą o różnorodnej publiczności powstaje wiele pozycji, w tym homoseksualne yuri i yaoi, shōtakony i lolicony, bądź amatorskie dōjinshi, najczęściej pokazujące erotyczne przygody bohaterów znanych mang i anime.

## Seks w hentai
Otwartość w sprawach seksu może wywoływać trudności w odbiorze hentai. Specyfika przedstawień erotyki w hentai polega nie tylko na odmiennym kulturowo tle, lecz również odmiennym postrzeganiem seksualności oraz charakterystycznej grafice, w której tworzony jest hentai. Japończycy nie nadawali hentai negatywnego wydźwięku, z jakim można spotkać się poza granicami tego kraju. Prezentowane w hentai preferencje i praktyki seksualne korespondują bowiem ze specyfiką tamtejszego kręgu kulturowego. Hentai jest integralną częścią japońskiej kultury.

## W Polsce
Pierwsze legalnie wydane hentai w Polsce pojawiły się w latach 90. nakładem gdańskiej firmy Video Rondo w spolszczonych tytułach takich jak Gonad barbarzyńca, Spryciarz czy Gwiezdna pułapka; jak zauważył Łukasz Reczulski: „spotkały się z zadziwiająco pozytywnym przyjęciem krytyków. Niektórzy publicyści branży filmowej rekomendowali je nawet nauczycielom licealnym jako znakomitą pomoc dydaktyczną na lekcje wychowania seksualnego”.